# 254 v.Chr.
Het jaar 254 v.Chr. is een jaartal volgens de christelijke jaartelling.

## Gebeurtenissen

### Italië
- Een Romeins leger onder leiding van Aulus Atilius Calatinus verovert Panormus in het noorden van Sicilië, maar verliest de stad Akragas aan de Carthagers.
- In Rome wordt Tiberius Coruncanius als eerste plebejer (uit het volk) benoemd tot het ambt van pontifex maximus.

### Klein-Azië
- In Pontus et Bithynia volgt Ziaelas (254 - 228 v.Chr.) zijn vader Nicomedes I op en bestijgt de troon.

## Geboren
- Cleomenes III (~254 v.Chr. - ~219 v.Chr.), koning van Sparta
- Titus Maccius Plautus ~254 v.Chr. - ~184 v.Chr.), Latijnse dichter
- Quintus Fabius Pictor (~254 v.Chr. - ~201 v.Chr., Romeins historicus